# 제자리표
현대 서양 음악 표기법에서, 제자리표 (♮)는 변화표 중 하나로, 이전의 내림표나 올림표를 취소하는 음악 기호이다. 제자리표는 조표나 임시표로 사용될 수 있다. 제자리표는 변화표 중 하나로 본래 음을 연주하라는 뜻으로, 음표가 변화되지 않은 음높이에 있음을 나타낸다. '내추럴(Natural)'이라고도 불린다.

제자리표는 소문자 비 (b)를 각지게 쓴 것에서 유래되었다. 고대에 내림표로 변화되지 않은 제자리 음의 B음을 나타내기 위해 그렇게 표시한 것이고 세월이 흘러 다른 음에 붙어도 그 음을 제자리 음 (원음)으로 연주하는 기호가 되었다.
제자리표 (♮)는 각 음표의 내림표나 올림표를 취소하는 기호로 사용될 수 있다. 가령, 이전 조표나 임시표의 내림표나 올림표가 취소되었음을 나타내기 위해 표기될 수 있다. 다음은 이전 조표의 내림표나 올림표를 취소하기 위해 조표에 제자리표를 표기한 모습과 A 음표에 쓰인 내림표나 올림표를 취소하기 위해 A 음표에 제자리표를 표기한 모습을 나타낸 것이다.
제자리표의 음은 음이름을 지닌 음 (A, B, C, D, E, F 또는 G)이 조표나 임시표의 내림표나 올림표로 변화되지 않을 때의 본래 음을 지시한다. 이러한 음은 바로 피아노나 오르간의 흰 건반에 해당하는 음이자 다장조 혹은 가단조의 자연음계에 해당하는 모든 음이다.
다장조 혹은 가단조를 비롯하여 조표에 내림표나 올림표가 없는 조성의 자연 음계에는 이러한 음이 모두 있는 반면, 다른 조성의 자연 음계와 건반에는 내림표나 올림표가 적용된 음이 1개 이상 있다.
제자리표는 중세 음악에서 B♮를 나타내는 데 사용된 사각형 b에서 파생되었다. (한편, B♭을 나타내는 둥근 b는 이와 대조적으로 내림표가 되었다.)  유니코드 문자 MUSIC NATURAL SIGN '♮' (U+266E)는 기본적으로 제자리표로 표기된다. HTML 엔터티는 &#9838;이다.

## 용법
기보법에서 제자리표 (♮)는 기본적으로 이전 조표 혹은 임시표의 내림표나 올림표를 각각 취소해준다.

조표에 제자리표가 사용될 경우에는 전조 시 조표에서 내림표나 올림표를 각각 제거한다. 아래는 내림가장조에서 바장조로 전조하거나 마장조에서 사장조로 전조하는 예다.
보통은 위와 같이 제자리표를 표기해왔으나 최근 들어서는 아래와 같이 제자리표 표기를 생략하기도 한다. 다만 새로운 조표에 내림표나 올림표가 없을 경우에는 앞서 말한 제자리표 표기를 반드시 해야 한다.
제자리표가 임시표로 쓰일 때에는 음표 머리의 왼쪽에 쓴다.
임시표로 사용되면 그 마디 내 같은 높이에서 제자리표 이후의 해당 음에 제자리표가 적용되어 제자리 음 (즉, 기본 음)을 연주한다. 다만, 항상 변화되지 않는 기본 음을 기준으로 읽으며, 조표와는 달리 음이름은 같지만 마디나 옥타브가 다른 음에는 적용되지 않는다. 같은 보표와 마디와 옥타브 내에서 임시표로 쓰인 제자리표의 효력을 없애려면 내림표 혹은 올림표 등의 다른 변화표를 사용한다.

## 겹제자리표
겹제자리표 혹은 더블 내추럴(Double natural)은 제자리표 두 개가 병기된 기호 (♮♮)다. 이전에 겹내림표 혹은 겹올림표가 붙은 음을 본래 음으로 되돌릴 시 이 기호가 쓰이는 관습이 있었으나 현대에 들어서는 한 개의 제자리표 (♮)를 사용할 수도 있게 되었다.
이와 유사하게 겹내림표 혹은 겹올림표가 붙은 음을 각각 단일 내림표 혹은 올림표가 붙은 음으로 올리거나 내릴 시 제자리표 미표기된 기존의 ♭ 혹은 ♯로 표기할 수 있게 되었다. 다만 이전엔 ♮♭, ♭♮, ♮♯ 혹은 ♯♮로 대체 기보하는 관습이 있었다. 더 나아가서 세겹내림표 혹은 세겹올림표 이상의 기호를 무효화 시에도 이와 비슷한 원리를 적용할 수 있다. 그리고 내림표가 붙은 음을 올림표로 바꾸거나 그 반대의 경우에도 ♮♯ 혹은 ♮♭가 사용될 수 있다.

## 악보소프트웨어
아래 그림처럼 악보 사보 프로그램 릴리폰드에서 기본적으로 전조 시 조표의 단일 내림표나 올림표가 각각 겹내림표나 겹올림표로 바뀔 때 해당 기호 자리에 제자리표가 표기되지 않고 반대의 경우에는 제자리표가 표기된다. 다음은 릴리폰드에서 내림가장조에서 내림바장조, 내림사장조 순으로 전조했을 경우를 나타낸 것이다.

악보 편집 프로그램 뮤즈스코어에서는 사용자가 직접 생성한 조성에서 전조 시 새로운 조표에 제자리표가 하나도 기보되지 않는 버그가 있다. 심지어는 새로운 조표에 내림표나 올림표가 없을 경우에도 마찬가지이다. 다음은 올림사장조를 직접 생성 후 다장조로 전조하는 예시이다.

## 같이 보기
- 내림표
- 올림표
- 조표
- 임시표
- 변화표